# Carlo Ellena
Dom Carlo Ellena (Valperga, Itália, 28 de Março de 1938), é um bispo católico italiano, bispo emérito de Zé Doca, Maranhão.